# 平岩俊司
平岩 俊司（ひらいわ しゅんじ、1960年（昭和35年） - ）は、日本の国際政治学者。博士（法学）（慶應義塾大学・論文博士・2001年（平成13年））。南山大学総合政策学部教授。専門は国際政治学、国際関係論、北朝鮮政治。

## 略歴
愛知県出身。名古屋市立北高等学校卒業。
1987年（昭和62年）東京外国語大学外国語学部朝鮮語学科卒業。1995年（平成7年）慶應義塾大学大学院法学研究科博士課程単位取得退学。2001年（平成13年）慶應義塾大学より博士（法学）の学位を取得。
松阪大学政治経済学部助教授、静岡県立大学国際関係学研究科教授、関西学院大学国際学部教授を経て、2017年（平成29年）より南山大学総合政策学部教授。

## 著作

### 単著
- 『朝鮮民主主義人民共和国と中華人民共和国』（世織書房、2010年）
- 『北朝鮮は何を考えているのか 金体制の論理を読み解く』（NHK出版、2013年・2017年新書）
- 『北朝鮮 変貌を続ける独裁国家』（中公新書、2013年）

### 共著
- （国分良成・倉田秀也・小島朋之・高橋伸夫・谷垣真理子・長田彰文・中見立夫・若林正丈）『東アジア』（自由国民社、1997年）
- （竹内実・小島朋之・平松茂雄・松尾好治、松阪大学現代史研究会編集）『現代史の世界へ』（晃洋書房、1998年）
- （坂井隆）『独裁国家・北朝鮮の実像』（朝日新聞出版、2017年）

### 共編著
- （鐸木昌之・倉田秀也）『朝鮮半島と国際政治 冷戦の展開と変容』（慶應義塾大学出版会、2005年）
- （藤井新・鐸木昌之・坂井隆・礒﨑敦仁）『北朝鮮の法秩序』（小石川ユニット出版、2014年）